# М.Е.Ч.
М.Е.Ч. (англ. S.W.O.R.D.) — это вымышленная организация, занимающаяся борьбой с терроризмом и разведкой,  появляется в комиксах издательства Marvel Comics. Её цель — борьба с внеземными угрозами мировой безопасности.

## История публикации
М.Е.Ч. был впервые представлен в Astonishing X-Men vol. 3 #6 и был создан Джоссом Уидоном и Джоном Кассадейем.

## Вымышленная история
М.Е.Ч. является филиалом более известной организации Щ.И.Т., но после ухода Ника Фьюри в качестве директора Щ.И.Т., отношения между двумя организациями стали напряженными. Руководитель М.Е.Ч.а - специальный агент Эбигейл Брэнд. Её основной командно-штабной штаб находится на борту орбитальной космической станции, известной как Пик.
М.Е.Ч. имел тайного оперативника в Институте Ксавьера. В Astonishing X-Men vol. 3, #17, было установлено, что этим тайным агентом был Локхид.

### "Неудержимый"
«Удивительные люди Икс», «Броня», «Орд» и «Опасность» отправляются в глубокий космос М.Е.Ч.а с агентом Эбигейл Брэнд. Экстрасенсы М.Е.Ч.а неспособны обнаружить Кассандру Нову в разрушенной психике Эммы Фрост. Несмотря на эмоциональное ранение, Эмма восстановилась достаточно быстро, чтобы присутствовать на выезде команды в «Брейк-Мире», где они планировали отключить ракету, нацеленную на Землю. До того, как они достигли Брейлверда, на них напали вражеские корабли. После создания диверсии, Люди Икс и агент Брэнд приземлились на планете, где агент Димс был подвергнут пыткам в тюрьме.
Бренд, Циклоп, Эмма Фрост и Зверь приземлились вместе, в то время как Росомаха, Хисако, Колосс и Китти Прайд высадились в другом месте. Космический корабль Росомахи распался в воздухе, и они были вынуждены покинуть корабль. Китти и Колосс поэтапно переместились через стручок на поверхность планеты, где они приземлились целыми и невредимыми. Хисако и Росомаха приземлились с ударом, который сжег кожу Росомахи.
Другая команда, состоящая из Локхида, Сайдрена и войск М.Е.Ч.а объединилась в месте под названием «Дворец Трупа», которая якобы была связана с пророчеством о том, что Колосс уничтожит планету.
Агент Брэнд наконец сообщил Китти, что Локхид работает на М.Е.Ч. как их тайный агент. Чувствуя себя преданной, Китти с трудом вернулась к Локхиду снова.

### "Секретное Вторжение"
Во время сюжета Secret Invasion штаб-квартира М.Е.Ч., названная Пиком, была уничтожена инфильтратором Скруллом, изображающим Дум Дум Дугана из Щ.И.Т. Многие агенты погибают в результате первоначального взрыва, хотя другие выживают с помощью костюмов для экстремальных условий. Брэнд, заключенная в один из костюмов, умудряется пробиться в один из кораблей Скруллов.

### "Dark Reign"
Во время сюжета Dark Reign, Щ.И.Т. преобразуется как М.О.Л.О.Т. под Нормана Осборна. Назначение М.Е.Ч.а в качестве части М.О.Л.О.Т. пока не выявлено. В мини-серии  Beta Ray Bill: Godhunter Бета Рэй Билл посещает агента Брэнд на борту восстановленного Пика, чтобы получить информацию о местонахождении Галактуса.

### М.Е.Ч.
Во время Чикагского Comic Con в 2009 году было объявлено, что Кирон Гиллен будет сотрудничать со Стивеном Сандерсом в работе над продолжающейся серией М.Е.Ч.а, которая началась в ноябре 2009 года. Новая серия начинается с Генри Питера Гирича, которого назначают сокомандиром М.Е.Ч.а вместе с Эбигейл Брэнд.
В первом акте Гиричу удалось убедить руководителей М.Е.Ч. принять законодательство, чтобы все инопланетяне, в настоящее время живущие на Земле, были депортированы с планеты, пока Брэнд была отвлечена другой миссией. Ему удается взять нескольких известных инопланетян под стражу, включая Нох-Варра, Адама X, Бета Рей Билла, Джазинду, Каролину Дин и Хепзиба.
Серия была отменена на выпуске №5. Первый выпуск начался с предполагаемых прямых продаж 21 988, но во втором выпуске он снизился до 15 113.
Пик эвакуируется после того, как он был поврежден Близнецами Апокалипсиса. Осколки станции почти уничтожают Рио-де-Жанейро, но они безопасно испаряются с помощью Солнечным огнем.
Организация демонстрирует, что она работает бесперебойно и функционирует, когда посылает команду захвата, чтобы взять под стражу чужих беженцев и группу фельдшеров в школу Жана Грея. К сожалению, обе команды убиты Брудами.
Перестроенная станция настигнута инопланетными симбионтами и воинами Бруда. Персонал станции становится хозяевами симбионтов.

## Члены
- Зверь
- Эбигейл Брэнд
- Агент Димс
- Генри Питер Гирич
- Локхид
- Женщина-Паук
- Сидрен
- Кэрол Денверс

## Коллекционные издания
Серия S.W.O.R.D. была собрана в мягкую обложку S.W.O.R.D .: No Time to Breathe (120 страниц, июль 2010, ISBN в 0-7851-4076-х). Связанная серия Beta Ray Bill также была собрана в Beta Ray Bill: Godhunter (104 страницы, октябрь 2009 г., ISBN в 0-7851-4232-0).

## Вне комиксов

### Телевидение
- М.Е.Ч. появился в мультсериале Мстители. Величайшие герои Земли в серии "Добро пожаловать в империю Крии". Кэрол Дэнверс и Эбигейл Бренд показаны агентами М.Е.Ч.а. где захваченный корабль «Дамоклов» Канга-Завоевателя работает как база М.Е.Ч.а, хотя М.Е.Ч. по прежнему не может получить доступ ко всему, что происходит на Дамокле. Корабль затем скомпрометирован, вторгнувшихся воинов Крии во главе с Калумом Ло, которые используют раба Сидрена, технического специалиста, чтобы получить доступ к компьютеру Дамоклов, чтобы Крии смогли получить контроль над кораблем. Когда Дамокл освобождается от Крии от Эбигейл Брэнд, Сидрен освобождается Эбигейл в обмен на то, что он присоединяется к М.Е.Ч.у, что он и делает. МЕЧ. умудряется скомпрометировать корабль Крии, в то время как Мстители побеждают Ронана Обвинителя. В «Секретном вторжении» Скрулл, изображающий Генриха Питера Гырича, устанавливает бомбу в базе М.Е.Ч.а. Сидрен обнаружил бомбу, поскольку он приказал всем выйти, прежде чем база взорвется.
- М.Е.Ч. также появляется в сериале «Ванда/Вижн», входящем в киновселенную Marvel.

### Фильм
- М.Е.Ч. упоминается в фильме Тор. В альтернативном окончании кратко изображен Эрик Сельвиг, выполняющий симуляции на червоточинах, используя данные Щ.И.Т.а и М.Е.Ч.а.[9]
- Также организация косвенно присутствует в сцене после титров фильма Человек-Паук: Вдали от дома, где Ник Фьюри и скруллы находятся на космической станции М.Е.Ч.

### Видеоигры
- М.Е.Ч. представлен в 2009 году в видеоигре Marvel Super Hero Squad. М.Е.Ч. выглядит как злобная версия Щ.И.Т.а., с которой Серебряный Сёрфер встречается в альтернативном измерении.
- М.Е.Ч. представлен в Marvel: Avengers Alliance Tactics (спин-офф игры Marvel: Avengers Alliance). Игра была закрыта в октябре 2014 года.